# Sakuramachi
Sakuramachi (jap. 桜町天皇 Sakuramachi tennō; ur. 8 lutego 1720, zm. 28 maja 1750) − 115. cesarz Japonii. Panował w latach 1735–1747. Jego imię własne brzmiało Teruhito (jap. 昭仁)

## Życiorys
Teruhito urodził się 8 lutego 1720 jako pierworodny syn cesarza Nakamikado.
W 1728, w wieku 8 lat, został mianowany następcą tronu. W 1735 jego ojciec abdykował na jego rzecz i 13 kwietnia tegoż roku, w wieku 15 lat, został intronizowany. Przyjął cesarskie imię Sakuramachi.
Kiedy został cesarzem, ogłosił się reinkarnacją księcia Shōtoku. Dzięki temu uzyskał poparcie u sioguna Tokugawy Yoshimune.
Sakuramachi przywrócił do życia dworskie zwyczaje, które wcześniej zaniknęły, w tym coroczny rytuał święta plonów i ofiarowania nowego, świeżo zebranego ryżu bogom. Ceremonia ta nazywa się Niiname-sai lub Shinjō-sai. W przypadku objęcia tronu przez nowego cesarza jest to pierwsza ceremonia po intronizacji i nazywa się wówczas Daijō-sai. 
Jego życiową pasją była poezja; ułożył wiele wierszy i zyskał miano utalentowanego poety.
Sakuramachi abdykował 9 czerwca 1747 w wieku 27 lat na rzecz swego syna, Momozono, po 12-letnim panowaniu. Zmarł 3 lata później, 28 maja 1750 w wieku 30 lat.

## Genealogia
| Higashiyama ur. 21 X 1675 zm. 16 I 1710 | Higashiyama ur. 21 X 1675 zm. 16 I 1710 |                                                  |                                                  | N.N. ur. ?? zm. po 1710 | N.N. ur. ?? zm. po 1710 |  |  | N.N. ur. ?? zm. ?? | N.N. ur. ?? zm. ?? |                          |                          | N.N. ur. ?? zm. ?? | N.N. ur. ?? zm. ?? |
|                                         |                                         |                                                  |                                                  |                         |                         |  |  |                    |                    |                          |                          |                    |                    |
|                                         |                                         |                                                  |                                                  |                         |                         |  |  |                    |                    |                          |                          |                    |                    |
|                                         |                                         | Nakamikado ur. 14 stycznia 1702 zm. 10 maja 1737 | Nakamikado ur. 14 stycznia 1702 zm. 10 maja 1737 |                         |                         |  |  |                    |                    | Konoe ur. ?? zm. po 1737 | Konoe ur. ?? zm. po 1737 |                    |                    |
|                                         |                                         |                                                  |                                                  |                         |                         |  |  |                    |                    |                          |                          |                    |                    |
|                                         |                                         |                                                  |                                                  |                         |                         |  |  |                    |                    |                          |                          |                    |                    |
|                                         |                                         |                                                  |                                                  |                         |                         |  |  |                    |                    |                          |                          |                    |                    |

|  |  | Nijo ur. ?? zm. po 1740         | Nijo ur. ?? zm. po 1740         | Sakuramachi ur. 8 maja 1720 zm. 28 maja 1750            | Sakuramachi ur. 8 maja 1720 zm. 28 maja 1750            | Anekoji Sadako ur. ?? zm. po 1741                  | Anekoji Sadako ur. ?? zm. po 1741                  |  |  |  |  |
|  |  |                                 |                                 |                                                         |                                                         |                                                    |                                                    |  |  |  |  |
|  |  |                                 |                                 |                                                         |                                                         |                                                    |                                                    |  |  |  |  |
|  |  |                                 |                                 |                                                         |                                                         |                                                    |                                                    |  |  |  |  |
|  |  | Saishidai ur. przed 1739 zm. ?? | Saishidai ur. przed 1739 zm. ?? | Go-Sakuramachi ur. 23 września 1740 zm. 24 grudnia 1813 | Go-Sakuramachi ur. 23 września 1740 zm. 24 grudnia 1813 | Momozono ur. 14 kwietnia 1741 zm. 31 sierpnia 1762 | Momozono ur. 14 kwietnia 1741 zm. 31 sierpnia 1762 |  |  |  |  |

|  |